# Guaracy Silveira
Guaracy Silveira (Franca, 27 de setembro de 1893 — São Paulo, 5 de agosto de 1953), pastor metodista, que foi deputado na Assembleia Constituinte de 1934 e 1946.

## Primeiros anos
Nasceu em uma família católica. Seu pai era um produtor de café que, em 1898, empobreceu abruptamente devido à queda dos preços do café. Sua família era francamente anti-clerical e tinha influências do espiritismo. O seu pai estimava os padres humanitários e liberais e tinha vínculos com a maçonaria. Foi o 13º filho de 15 filhos que seu pai teve de dois casamentos.
Em 1901, iniciou seus estudos primários na cidade de Jardinópolis, próxima a Ribeirão Preto, em uma escola pública, na qual estudavam meninos e meninas em classe mista, e onde sua irmã era professora.
Em 1904, mudou-se para Sorocaba, onde ingressou no 4º ano do Grupo Escolar. Nessa cidade, ele morou com seu irmão mais velho, que era advogado, numa época em que eram raríssimos os homens formados naquela cidade. Reprovado na 4ª Série, voltou para Ribeirão Preto onde, em 1950, concluiu o primário.
Entre 1906 e 1907, trabalhou na Cia. Telefônica em Vila Bomfim, região de Ribeirão Preto, e também em uma padaria. Depois mudou-se para Ribeirão Preto, onde trabalhou como ajudante de escritório na empresa Ed. Jonhston Cia. Seu local de trabalho estava situado próximo a uma Livraria, onde alugou vários livros.
Depois, voltou à Vila Bonfim, onde trabalhou como lavador de vidros e, depois, foi para São Paulo como para trabalhar na farmácia de seu cunhado, quando começou a estudar francês.
Lia com frequência, artigos da Enciclopédia Larousse. Leu diversas obras de Julio Verne, Machado de Assis, José de Alencar, Aluísio Azevedo, Alexandre Herculano, Eça de Queiroz, Bernardo Guimarães, Castro Alves, Fagundes Varela, Vicente de Carvalho, Olavo Bilac, etc. Gostava de ler também "Le Christianisme", periódico evangélico publicado na França.
Em 1909, foi dar continuidade aos estudos no Seminário dos padres Salesianos em Lorena (São Paulo). Na época, estava no seminário, seu autor preferido era Santo Agostinho. Nessa época, também lia a Bíblia, com destaque para o livro dos Atos dos Apóstolos. Na época, foi muito influenciado pela leitura do livro o livro "Coração", de autoria de Edmundo de Amicis, que despertou nele a importância de valores como a solidariedade humana, e o ajudou a reconhecer o valor moral e social do trabalhador “cujas mãos calosas valem mais que as mãos dos intermediários desumanos que os exploram".
Depois afirmaria que a partir da leitura desse livro que ele escolheu o caminho da justiça e do bem que um dia o levaria aos pés da cruz de Jesus Cristo.
Em 1911, prosseguiu o curso ginasial na Escola Nossa Senhora Auxiliadora, em Campinas.
Entre 1912 e 1914, lecionou em Colégios Católicos nas cidades de Campinas, Batatais e Botucatu. No final de 1914, deixou o seminário e voltou a morar em Ribeirão Preto.
Pouco após retornar à Ribeirão Preto, leu o livro "Inovações do Romanismo" e se convenceu que as doutrinas do cristianismo dos três primeiros séculos era diferente das doutrinas da Igreja Católica que ele conhecia. Por isso procurou entrar em contato com uma igreja protestante e, desse modo, conheceu a Igreja Metodista.
No dia 14 de março de 1915, tornou-se membro da Igreja Metodista em Ribeirão Preto, sendo licenciado como pregador local no dia 09 de junho do mesmo ano.
Em setembro de 1915, participou de uma conferência regional metodista em Piracicaba, na qual foi nomeado como ajudante do pastor de Pirassununga, Paul Eugene Buyers, um missionário norte-americano.
Em fevereiro de 1916 foi estudar em um seminário metodista em Juiz de Fora (Minas Gerais) (Instituto Granbery), onde concluiu o curso ginasial, mas, somente faria os exames finais em 1920, depois de casado.
No dia 11 de julho de 1918, casou-se com Etelvina Crem, com quem teria cinco filhos.
Em 1921, foi ordenado como presbítero da Igreja Metodista.
Em 1926, foi escolhido como Presidente da Igreja Metodista do Brasil e nesse posto, foi um importante protagonista no movimento que, em 1930, conquistou a autonomia da Igreja Metodista no Brasil que, na época, era controlada pelos missionários norte-americanos 
Em 1930 tornou-se redator da revista Expositor Cristão, publicada pela Igreja Metodista do Brasil.

## Romancista
Em novembro de 1930, escreveu "Memórias do Coronel Simplício", publicado em 24 de fevereiro de 1933, usando o pseudônimo de Helio Salvado. Nessa obra, discorreu sobre os vícios da política durante a República Velha, como a lei da “degola” (Comissão Verificadora de Poderes, que excluía os candidatos rejeitados pelas oligarquias), os jornais comprometidos com o partido do governo, as atas eleitorais falsificadas, perseguições e violência policial contra os oposicionistas, cargos preenchidos por indicação de políticos e não por competência técnica e também denuncia a revolução de 1930, como um meio dos políticos fugirem à queda quando a máquina política passou para outras mãos.
Em 1945, escreveu "Do Vale às Montanhas", no qual criticou a luta de classes como meio de transformação social, defendida pelos
comunistas e marxistas, e apregoou a harmonia nas relações entre capital e trabalho na construção de uma sociedade justa em que o direitos dos trabalhadores são respeitados, por meio de uma história de um trabalhador que torna-se gerente e depois proprietário de uma indústria, mas mantém o seu compromisso com o meio em que se originou, reconhecendo direitos e propugnando por melhores condições de trabalho, saúde, educação e habitação para os operários .

## Carreira política
Durante a campanha presidencial de 1929, apoiou Júlio Prestes, pois havia se posicionado, em 1925, contra a Proposta de Emenda Constitucional que pretendia estabelecer o ensino religioso nas escolas públicas brasileiras. Guaracy também observava que o único deputado mineiro que, em 1928, votou a instituição do ensino religioso em Minas Gerais, apoiava a candidatura de Júlio Prestes.
No dia 30 de abril de 1931, Getúlio Vargas emitiu um decreto instituindo o ensino religioso facultativo nas escolas públicas nos cursos primário, secundário e normal. No final de 1931, o governo paulista autorizou o ensino religioso nas escolas públicas, destinado exclusivamente a alunos cujos pais solicitassem tal ensino.
Nesse contexto, jornais publicaram artigos de sua autoria criticando a medida.
Em 1932, foi capelão militar, durante a Revolução Constitucionalista de 1932.
Em 1933, era o pastor da Igreja Metodista Central de São Paulo quando, no dia 15 de abril, foi a Santos (São Paulo) para uma série de conferências na Igreja Metodista daquela cidade. Naquela ocasião, metodistas e membros de outras igrejas evangélicas o incentivaram a se lançar candidato à Assembleia Constituinte de 1934, pois seu nome já era conhecido na imprensa por combater, em 1931, as pretensões católicas de incluir o ensino religioso nas escolas paulistas e pela sua atuação como capelão das forças revolucionárias paulistas em 1932. Acreditava que dificilmente se elegeria, entretanto entendia que o esforço não seria inútil, pois a campanha seria uma boa oportunidade de dar testemunho público do Credo Social da Igreja Metodista, documento considerado por ele como programa de um socialismo cristão. Nesse contexto, defendia propostas como a instituição de um salário mínimo, o direito do operário a uma vida digna, à sindicalização, à educação, à aposentadoria e à saúde. Além disso, combatia explicitamente o trabalho infantil, defendendo “o direito de quem trabalha contra as explorações e opressões de toda espécie”. Se candidatou pelo Partido Socialista Brasileiro de São Paulo (PSB-SP), expressão política da esquerda do varguismo, que não se confunde com o atual PSB.
No dia 3 de maio de 1933, foi eleito deputado para a Constituinte de 1934, recebeu 4.757 votos no primeiro turno e 40.175 votos no segundo turno, em consequência de sua participação na luta contra o ensino religioso nas escolas públicas do Estado de São Paulo. Nessa época, segundo estimavas de Guaracy, a quantidade de eleitores evangélicos no Estado de São Paulo era inferior à 110.000. em uma população total de de 6.400.000 habitantes.
Em janeiro de 1934, foi excluído do PSB-SP pela ala marxista do partido, liderada pelo deputado Zoroastro Gouveia.
Em outubro de 1934, concorreu a um novo mandato, mas não foi eleito.
Em 1935, após o término de seu mandato parlamentar, foi enviado a Igreja Metodista de Ribeirão Preto.
Em 1937, foi convidado pelo governo de São Paulo para orientar uma campanha educativa em torno das leis trabalhistas.
Em 1938, já sob o regime do Estado Novo, deixou a secretaria geral das missões da Igreja Metodista para voltar a ser o editor da revista "Expositor Cristão".
Nesse ano, foi encarregado pelo governo do estado de realizar a propaganda das leis trabalhistas nas escolas secundárias e entre os trabalhadores.
Em 1940 tornou-se diretor do Departamento Estadual do Trabalho, em Taubaté (São Paulo), cargo que ocupou até 1942, quando também deixou a revista Expositor Cristão.
Em 1944, participou das primeiras articulações para a fundação do Partido Trabalhista Brasileiro (PTB), consumada em 1945, quando assumiu a direção do escritório do Departamento Nacional do Trabalho em Sorocaba.
No dia 29 de outubro de 1945, data da deposição de Getúlio Vargas e do fim do Estado Novo, Guaraci Silveira, então chefe da subdelegacia do Trabalho em Santos, foi preso por ordem das autoridades militares.
Em dezembro de 1945, foi eleito deputado constituinte, pelo Partido Trabalhista Brasileiro (PTB).
Tomou posse em fevereiro de 1946 e passou a integrar a comissão encarregada de organizar o projeto da nova Constituição e de pronunciar-se sobre as emendas do plenário. Foram de sua autoria os dispositivos sobre:
- a liberdade do cidadão de não matar em guerra, desde que aceitasse encargos em que expunha sua vida;
- a revalidação do casamento religioso já realizado; e
- a obrigação de as indústrias e empresas agrícolas ministrarem ensino aos filhos de seus trabalhadores onde não houvesse escolas públicas.

Integrou a Subcomissão da Família, Educação e Cultura.
Em janeiro de 1948 votou contra a cassação dos mandatos dos parlamentares comunistas, em decorrência da suspensão do registro do Partido Comunista Brasileiro, no ano anterior.
Ainda em 1948, ajudou a criar do Partido Republicano Trabalhista (PRT), formado a partir das bases do Partido Republicano Democrático (PRD).
Em 1950, tornou-se presidente do PRT, tendo defendido a linha trabalhista e a harmonia entre empregados e empregadores, supervisionados e moderados pelo Estado. Concluiu o mandato em janeiro de 1951, não retornou à Câmara Federal.
A experiência parlamentar contribuiu de maneira decisiva para o aprofundamento de suas convicções a respeito do papel da igreja na sociedade. Desse modo, passou a tentar influir para que as autoridades eclesiásticas tivessem uma maior fidelidade ao projeto de um metodismo democrático.
Em 1953, elaborou um documento discutindo a possibilidade de viabilizar a unidade entre as igrejas protestantes no Brasil, incluindo as pentecostais, procurando reunir o que ele julgava de melhor nas várias denominações nesse projeto de unidade  .